# Phlaocyonini
Phlaocyonini es una tribu extinta de cánidos pertenecientes a la subfamilia Borophaginae. Es un grupo de cánidos que fue endémico de América del Norte desde el Oligoceno hasta el Mioceno, entre hace aproximadamente 33,3–5,3 millones de años, existiendo durante aproximadamente 28,3 millones de años.
El clado incluye los géneros Cynarctoides y Phlaocyon. Los molares de Cynarctoides tenían coronas con forma de media luna, de pequeño tamaño. Phlaocyon tenía las cúspides de los molares redondeadas pero de mayor tamaño, con tendencia a ser un hipercarnívoro (>75% de la dieta compuesta por carne). 
Cuatro especies transicionales de Cormocyon y Desmocyon ocupan posiciones intermedias entre Phlaocyonini y Cynarctina. Esto representa un incremento gradual hacia individuos de mediano tamaño.